# Gory Guerrero
Salvador Guerrero Quesada (ur. 11 stycznia 1921 w Ray w stanie Arizona, zm. 18 kwietnia 1990 w El Paso w stanie Teksas) – meksykańsko-amerykański wrestler, bardziej znany spod pseudonimu ringowego Gory Guerrero. Głowa rodziny Guerrero – wielopokoleniowego rodu meksykańsko-amerykańskich zawodowych zapaśników.

## Kariera
Urodził się w Ray (Arizona) w rodzinie meksykańskich pracowników migrujących. W wieku 9 lat, kiedy zmarła jego matka, rodzina Quesada przeniosła się do Meksyku (Guadalajara), gdzie jego ojciec rozpoczął pracę jako tłumacz ustny języka angielskiego.
W Meksyku uczęszczał na siłownię z zamiarem trenowania boksu, jednak zamiast pięściarstwa zaczął szkolić się w lucha libre pod okiem luchadorów Diablo Velasco i El Indio Mejía. Pierwszą walkę w lucha libre odbył w dniu 14 września 1937 przegrywając pojedynek na rzecz El Rojo. Początkowo występował pod pseudonimem Joe Morgan, jednak niedługo później zmienił imię ringowe na Gory Guerrero – odnosząc ten gimmick do jego walk pełnych krwi (ang. gore).
W 1943 trafił do pierwszej dużej meksykańskiej promocji wrestlingu – Empresa Mexicana de la Lucha Libre (EMLL), a rok później otrzymał w tej federacji nagrodę „Rookie of the Year” (ang. żółtodziób roku). W 1945 był posiadaczem mistrzostwa Campeonato Nacional Peso Welter, a później Campeonato Nacional de Peso Medio, które utrzymywał w posiadaniu przez okres ok. roku. Pod koniec lat 40. występował w tag teamie z gwiazdą lucha libre – El Santo. Drużyna ta była niepokonana w walkach tag teamowych, przez co zyskała sławę pod nazwą La Pareja Atómica (hiszp. Atomowa Para). Guerrero wystąpił również w kilku produkcjach filmowych El Santo. Następnie prowadził rywalizację z Tarzánem Lópezem, którego pokonał zdobywając tytuł NWA World Middleweight Championship. W 1954 walczył z Lou Theszem o mistrzostwo NWA World Heavyweight Championship, jednak nie zdołał go zdobyć.
W 1966 opuścił federację Empresa Mexicana de la Lucha Libre, w której występował od 1943, by kolejno zaliczać występy w federacjach niezależnych – rozpoczął m.in. współpracę z Dory Funkiem Sr. przy bookowaniu walk oraz trenowaniu zawodników. Potem pracował przy prowadzeniu widowisk wrestlingowych organizowanych przez NWA Hollywood Wrestling oraz World Class Championship Wrestling, gdzie również zajmował się bookingiem walk. Z wiekiem jego występy w ringu były coraz rzadsze aż do lat 80, kiedy przeszedł na emeryturę.
Gory’emu Guerrero przypisuje się wynalezienie akcji wrestlingowych takich jak La de a Caballo (camel clutch) oraz Gory Special (rodzaj backbreakera). Jest również twórcą innych rzutów wrestlingowych Gory Bomb (facebuster), Barry White Driver (piledriver), Stu Hart Special (powerbomb).

### Tytuły i osiągnięcia
- Empresa Mexicana de la Lucha Libre

- Campeonato Nacional de Peso Medio (1 raz)
- Campeonato Nacional Peso Welter (1 raz)
- NWA World Light Heavyweight Championship (2 razy)1
- NWA World Welterweight Championship (1 raz)2
- World Middleweight Championship (1 raz)3
- Rookie of the Year (1943)

- NWA Hollywood Wrestling

- NWA Americas Tag Team Championship (1 raz) – z Chavo Guerrero Sr.

- Pacific Northwest Wrestling

- NWA Pacific Northwest Tag Team Championship (1 raz) – z Luigim Macerą

- Professional Wrestling Hall of Fame (wprowadzony w 2019)
- Southwest Championship Wrestling

- SCW Southwest Junior Heavyweight Championship (1 raz)

- Southwest Sports, Inc.

- WCWA Texas Tag Team Championship|NWA Texas Tag Team Championship (1 raz) – z Cyclone Anayą

- Wrestling Observer Newsletter

- Wrestling Observer Newsletter Hall of Fame (wprowadzony w 1996)

1NWA World Light Heavyweight Championship nie jest już mistrzostwem, które jest sankcjonowane lub uznawane przez National Wrestling Alliance (NWA) jako tytuł mistrzowski.

2NWA World Welterweight Championship nie jest już sankcjonowane ani uznawane przez NWA jako tytuł mistrzowski.

3Tytuł ten został później uznany przez NWA chociaż panowanie Guerrero miało miejsce przed utworzeniem National Wrestling Alliance. NWA World Middleweight Championship również nie jest obecnie sankcjonowane ani uznawane przez NWA jako tytuł mistrzowski.

### Rekord w Luchas de Apuestas
| Zwycięzca (zakład)    | Przegrany (zakład)      | Miejsce | Gala         | Data             | Uwagi |
| --------------------- | ----------------------- | ------- | ------------ | ---------------- | ----- |
| Gory Guerrero (włosy) | The Red Mistery (włosy) | ?       | Gala na żywo | 27 kwietnia 1945 |       |

### Życie prywatne
Od 1947 żonaty z Herlindą – siostrą wrestlera Enrique Llanesa. Wraz z żoną doczekali się szóstki dzieci – czwórki synów: Chavo, Mando, Hectora i Eddiego oraz dwójki córek: Marii i Lindy. Po zakończeniu kariery wrestlera zajął się sprzedażą ubezpieczeń samochodowych dla członków związku motorowego American Automobile Association (AAA). Cierpiał na zapalenie wątroby, które doprowadziło do jej marskości, a w rezultacie do śmierci Guerrero.